# Maria Luisa di Savoia
Maria Luisa di Savoia (Maria Luisa Gabriella; Torino, 17 novembre 1688 – Madrid, 14 febbraio 1714), fu una principessa sabauda e prima moglie di Filippo V di Spagna. Funse più volte da reggente di Spagna ed ebbe grande influenza sul marito. Fu strettamente associata alla "Princesse des Ursins".

## Biografia

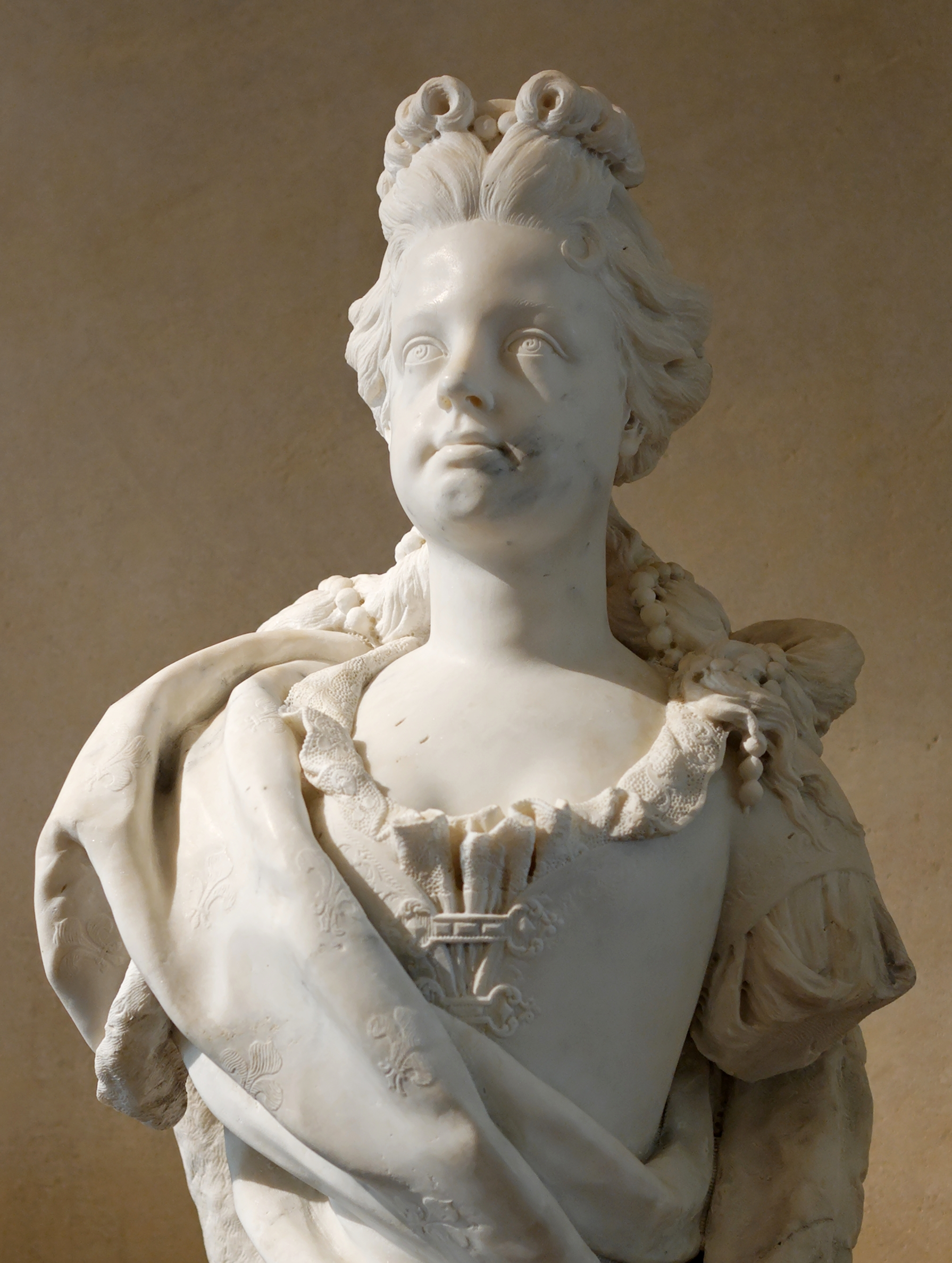
Maria Luisa di Savoia, Jean Garavaque, 1701, Museo del Louvre.

Maria Luisa era la terza figlia di Vittorio Amedeo II di Savoia, duca di Savoia e futuro re di Sicilia, e di sua moglie Anna Maria di Borbone-Orléans, figlia di Filippo I di Borbone-Orléans e Enrichetta Anna Stuart. La sorella maggiore Maria Adelaide sposò nel 1697 Luigi, duca di Borgogna e fu la madre di Luigi XV di Francia.

## Matrimonio
Il principe francese Filippo di Borbone era stato recentemente incoronato re di Spagna alla morte del senza figli Carlo II di Spagna, suo prozio. Per rafforzare la sua traballante autorità a causa della sua nascita francese, Filippo V decise di mantenere i legami con il duca di Savoia sposando sua figlia Maria Luisa, che era sua doppia cugina di secondo grado, dato che i loro rispettivi nonni, Luigi XIV e Filippo d'Orléans, erano fratelli, e discendevano entrambi dal re di Francia Enrico IV e Maria de' Medici, così come discendevano anche da Filippo III di Spagna e Margherita d'Austria-Stiria:Vittorio Amedeo I, bisnonno di Maria Luisa, aveva sposato Cristina di Borbone, e attraverso sua madre, Maria Luisa era anche discendente dalla sorella di Cristina, Enrichetta Maria, che aveva sposato Carlo I d'Inghilterra, mentre Filippo non solo discendeva da Luigi XIII, ma la sua nonna paterna, Maria Teresa d'Asburgo, era figlia di Elisabetta di Borbone, sorella di Luigi XIII e prima moglie di Filippo IV di Spagna. Il matrimonio era il pegno dell'alleanza conclusa fra il Re Sole e Vittorio Amedeo II, in virtù della quale il Duca di Savoia si schierava contro gli Asburgo, che rivendicavano il trono iberico per l'arciduca Carlo d'Asburgo, figlio dell'imperatore Leopoldo I. A metà del 1701, Filippo V chiese la mano della principessa con il permesso di suo nonno. Il corteo spagnolo giunse a Torino l'8 settembre 1701, guidato dal marchese Carlo Omodei di Castel Rodrigo, grande di Spagna. Si sposarono per procura il 12 settembre 1701, cinque giorni prima del tredicesimo compleanno di Maria Luisa. Arrivò a Nizza il 18 settembre dove venne accolta da papa Clemente XI, che il 20 settembre le ha regalato la Rosa d'Oro come dono rituale.
A Nizza incontrò Marie-Anne de La Trémoille, moglie del principe Flavio Orsini di Bracciano, che Luigi XIV e Françoise d'Aubigné, marchesa de Maintenon, moglie morganatica del Re, avevano scelto come sua camarera mayor. Nei piani del Re di Francia, la Principessa des Ursins (come aveva scelto di firmarsi) doveva garantire che la giovane regina restasse fedele ai propri piani. Il 25 settembre lasciò Nizza: da qui avrebbe dovuto raggiungere Barcellona per mare, ma i malori continui causatele dal viaggio la convinsero ad attraversare via terra il Sud della Francia. Nel suo viaggio per raggiungere il marito in Spagna, Maria Luisa fu scortata da un corteo di servitori piemontesi fino a Perpignano, da dove proseguì affidata alle cure di dame francesi dirette dalla principessa Orsini.
L'incontro con Filippo V, il 2 novembre 1701, avvenne a Figueres, dove si celebrò una nuova cerimonia nuziale, con un banchetto allestito per metà secondo gli usi spagnoli e per metà secondo quelli francesi, ai quali la coppia era più avvezza. Lui aveva diciassette anni, mentre lei tredici. Tuttavia, con shock della corte, Maria Luisa rifiutò di consumare subito il matrimonio, cosa che avvenne 3 giorni dopo la celebrazione. Da quel momento in poi, Filippo, che era genuinamente innamorato della sua giovane sposa, avrebbe mostrato una forte dipendenza sessuale da lei: i suoi principi religiosi lo spinsero a non avere mai una vita sessuale al di fuori dal matrimonio, anche quando sposò colei che sarebbe diventata la sua seconda moglie, Elisabetta Farnese.

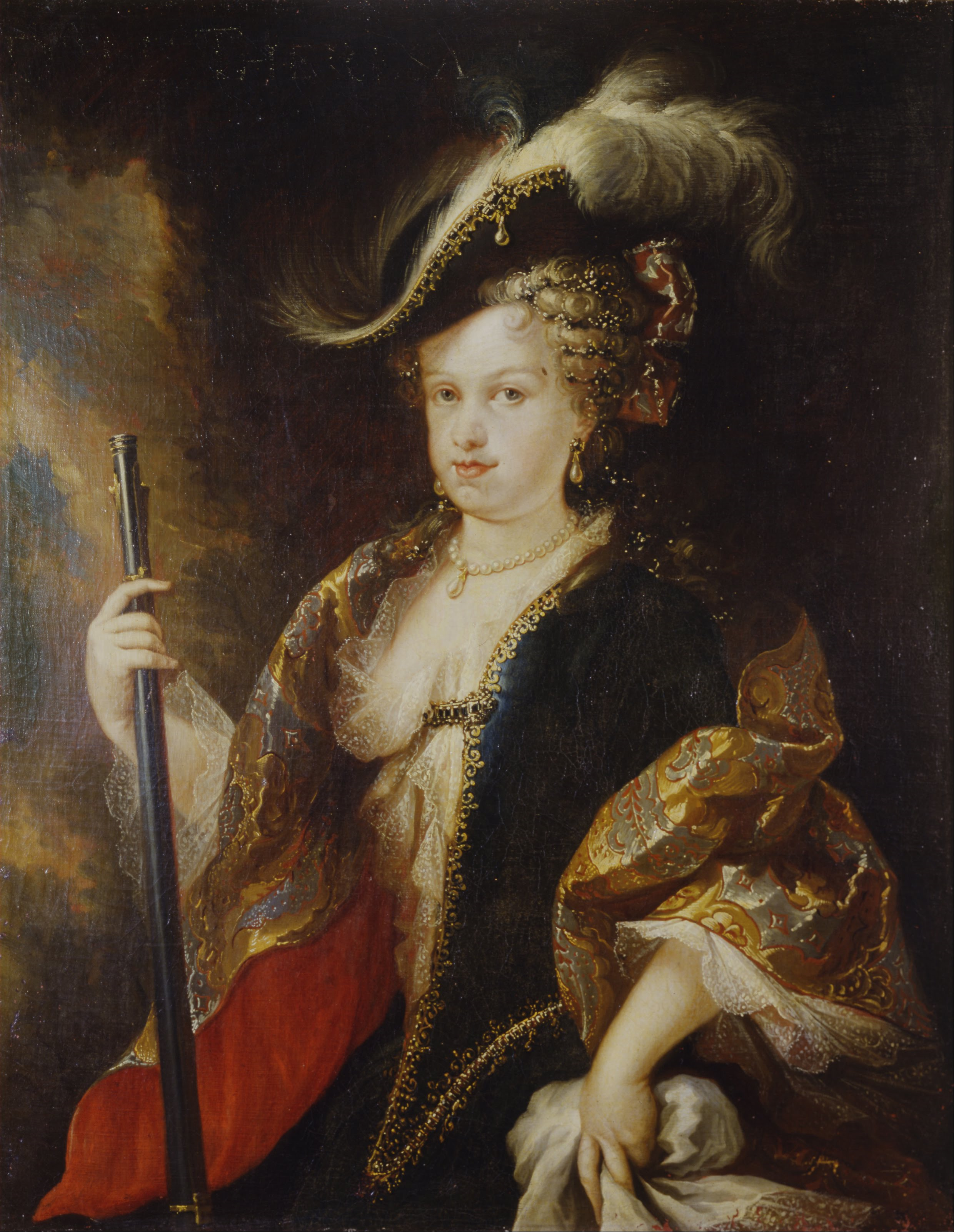
Ritratto di Maria Luisa di Miguel Jacinto Meléndez, ca. 1712, Museo Cerralbo.

I primi contatti con la società spagnola e con le sue nuove dame di palazzo non furono positivi, tanto che Maria Luisa pensò di far ritorno in Piemonte. Naturalmente, ciò avrebbe generato una grave crisi politica tra Torino e Parigi, che nessuna delle due corti auspicava, in una congiuntura internazionale tanto difficile. Nel frattempo, infatti, l'invasione francese dei Paesi Bassi aveva dato il via alla guerra di successione spagnola.
Nell'aprile 1702 Filippo V fu costretto a lasciare la Spagna e a trasferirsi in Italia, dove, nel frattempo, l'esercito imperiale, guidato dal principe Eugenio di Savoia, aveva invaso e conquistato il Ducato di Milano. Maria, a dispetto della giovanissima età, fu nominata reggente. A lei spettò, quindi, il non facile compito di saldare rapporti di fedeltà fra la corte e la nuova dinastia appena insediata sul trono che per due secoli era stato degli Asburgo.

## Guerra di successione spagnola
Le difficoltà per inserirsi in una società curiale ancora lontana dal modello francese (e sabaudo) non furono poche. Molti, anzi, furono i comportamenti che Maria Luisa interpretava come pure forme di superstizione: dall'atteggiamento rigido del clero alle riserve del personale di corte a svecchiare la moda. La principessa Orsini, peraltro, non si riteneva una semplice agente di Luigi XIV. Il Re Sole avrebbe voluto che ella si lasciasse dirigere dall'ambasciatore francese a Madrid, il cardinale d'Estrées, fungendo esclusivamente come anello di trasmissione a corte delle sue decisioni; ma così non fu. La determinazione e l'impegno di Maria Luisa e della Orsini fecero sì che l'ambasciatore si vedesse rifiutare il diritto di sedere nel Consiglio di Stato, come il Re Sole aveva richiesto con forza. La principessa esigeva libertà di manovra e col passare del tempo finì per abbracciare la causa di Filippo V più di quella di Luigi XIV.
Nel 1702 scoppiò la lunga e rovinosa guerra di successione spagnola. Maria Luisa dimostrò di avere il necessario per essere una grande regina ammirata a Madrid. Inoltre incominciò a imporre un certo ordine nella corte e stimolò con il suo esempio alcune persone e città ad aiutare il governo con truppe e denaro.
Tra la fine di settembre e l'inizio di ottobre del 1703 Vittorio Amedeo II abbandonò l'alleanza borbonica e passò in quella imperiale. Per Maria fu un duro colpo, cui reagì con una fermezza degna del padre. I due anni trascorsi in Spagna l'avevano resa sicura di sé e del suo ruolo di regina. La determinazione mostrata in tale frangente e l'appoggio dato al marito fecero sì che nessuno mettesse realmente in discussione il suo ruolo di reggente nelle sempre frequenti assenze del marito, impegnato al fronte.
Il 1706 fu l'anno peggiore della guerra per le Corone borboniche. Filippo V cercò di reagire all'invasione dell'anno precedente assediando Barcellona, ma le operazioni militari non ebbero l'esito sperato: l'assedio non fu vittorioso e un esercito anglo-portoghese invase la Spagna, conquistando anche Madrid in giugno. Maria Luisa, ormai diciottenne, era stata ancora una volta nominata reggente e si distinse per ardore e forza d'animo nella difesa della capitale, abbandonandola per Burgos solo quando tutto apparve inutile. La sua presenza fu determinante, allora, a convincere Filippo V a non lasciare la Spagna per rifugiarsi in Francia, come gli veniva consigliato da più parti. Nell'aprile 1707 le truppe spagnole guidate dal maresciallo di Francia James Fitz-James, duca di Berwick, sconfissero quelle anglo-portoghesi nella battaglia di Almanza, consentendo la liberazione di Madrid. Filippo V poté così rientrare nella capitale, dove quattro mesi più tardi, il 25 agosto, Maria Luisa diede alla luce il loro primo figlio, Luigi Ferdinando, cui altri seguiranno nel giro di pochi anni.
Molto amata in Spagna, Maria Luisa morì di tubercolosi a soli 25 anni il 14 febbraio 1714. Fu sepolta nella Cripta Reale del Monastero dell'Escorial.

## Discendenza
Maria Luisa e Filippo ebbero quattro figli, tutti maschi, di cui due che sopravvissero all'infanzia e diventarono re di Spagna, ma tutti morirono senza figli:
- Luigi I di Spagna (25 agosto 1707; 31 agosto 1724);
- Infante Felipe (2 luglio 1709; 18 luglio 1709);
- Infante Felipe Pedro Gabriel (7 giugno 1712; 29 dicembre 1719);
- Ferdinando VI di Spagna (23 settembre 1713; 10 agosto 1759).

## Ascendenza
|                                           |                       |                                     | Genitori                    |  |  | Nonni |  |  | Bisnonni                    |  |  | Trisnonni                  |  |
|                                           |                       |                                     |                             |  |  |       |  |  | Vittorio Amedeo I di Savoia |  |  | Carlo Emanuele I di Savoia |  |
|                                           |                       |                                     |                             |  |  |       |  |  | Vittorio Amedeo I di Savoia |  |  | Carlo Emanuele I di Savoia |  |
|                                           |                       | Caterina Michela d'Asburgo          |                             |  |  |       |  |  | Vittorio Amedeo I di Savoia |  |  |                            |  |
| Carlo Emanuele II di Savoia               |                       |                                     |                             |  |  |       |  |  | Vittorio Amedeo I di Savoia |  |  |                            |  |
|                                           |                       | Maria Cristina di Borbone-Francia   | Enrico IV di Francia        |  |  |       |  |  |                             |  |  |                            |  |
|                                           |                       | Maria Cristina di Borbone-Francia   | Enrico IV di Francia        |  |  |       |  |  |                             |  |  |                            |  |
|                                           |                       | Maria Cristina di Borbone-Francia   | Maria de' Medici            |  |  |       |  |  |                             |  |  |                            |  |
| Vittorio Amedeo II di Savoia              |                       | Maria Cristina di Borbone-Francia   |                             |  |  |       |  |  |                             |  |  |                            |  |
|                                           |                       | Carlo Amedeo di Savoia-Nemours      | Enrico I di Savoia-Nemours  |  |  |       |  |  |                             |  |  |                            |  |
|                                           |                       | Carlo Amedeo di Savoia-Nemours      | Enrico I di Savoia-Nemours  |  |  |       |  |  |                             |  |  |                            |  |
|                                           |                       | Carlo Amedeo di Savoia-Nemours      | Anna di Lorena              |  |  |       |  |  |                             |  |  |                            |  |
| Maria Giovanna Battista di Savoia-Nemours |                       | Carlo Amedeo di Savoia-Nemours      |                             |  |  |       |  |  |                             |  |  |                            |  |
|                                           |                       | Elisabetta di Borbone-Vendôme       | Cesare di Borbone-Vendôme   |  |  |       |  |  |                             |  |  |                            |  |
|                                           |                       | Elisabetta di Borbone-Vendôme       | Cesare di Borbone-Vendôme   |  |  |       |  |  |                             |  |  |                            |  |
|                                           |                       | Elisabetta di Borbone-Vendôme       | Francesca di Lorena         |  |  |       |  |  |                             |  |  |                            |  |
| Maria Luisa di Savoia                     |                       | Elisabetta di Borbone-Vendôme       |                             |  |  |       |  |  |                             |  |  |                            |  |
|                                           | Luigi XIII di Francia | Enrico IV di Francia                |                             |  |  |       |  |  |                             |  |  |                            |  |
|                                           | Luigi XIII di Francia | Enrico IV di Francia                |                             |  |  |       |  |  |                             |  |  |                            |  |
|                                           | Luigi XIII di Francia | Maria de' Medici                    |                             |  |  |       |  |  |                             |  |  |                            |  |
| Filippo I di Borbone-Orléans              | Luigi XIII di Francia |                                     |                             |  |  |       |  |  |                             |  |  |                            |  |
|                                           |                       | Anna d'Austria                      | Filippo III di Spagna       |  |  |       |  |  |                             |  |  |                            |  |
|                                           |                       | Anna d'Austria                      | Filippo III di Spagna       |  |  |       |  |  |                             |  |  |                            |  |
|                                           |                       | Anna d'Austria                      | Margherita d'Austria-Stiria |  |  |       |  |  |                             |  |  |                            |  |
| Anna Maria d'Orléans                      |                       | Anna d'Austria                      |                             |  |  |       |  |  |                             |  |  |                            |  |
|                                           |                       | Carlo I d'Inghilterra               | Giacomo I d'Inghilterra     |  |  |       |  |  |                             |  |  |                            |  |
|                                           |                       | Carlo I d'Inghilterra               | Giacomo I d'Inghilterra     |  |  |       |  |  |                             |  |  |                            |  |
|                                           |                       | Carlo I d'Inghilterra               | Anna di Danimarca           |  |  |       |  |  |                             |  |  |                            |  |
| Enrichetta Anna Stuart                    |                       | Carlo I d'Inghilterra               |                             |  |  |       |  |  |                             |  |  |                            |  |
|                                           |                       | Enrichetta Maria di Borbone-Francia | Enrico IV di Francia        |  |  |       |  |  |                             |  |  |                            |  |
|                                           |                       | Enrichetta Maria di Borbone-Francia | Enrico IV di Francia        |  |  |       |  |  |                             |  |  |                            |  |
|                                           |                       | Enrichetta Maria di Borbone-Francia | Maria de' Medici            |  |  |       |  |  |                             |  |  |                            |  |
|                                           |                       | Enrichetta Maria di Borbone-Francia |                             |  |  |       |  |  |                             |  |  |                            |  |